# Demoex
Democracia experimental (Demoex), um partido político sueco local, é uma experiência em democracia direta electrónica, com votações pela internet, que teve início durante um seminário denominado "TI - Tecnologia da Informação e a Democracia" realizado em Outubro de 2000 numa escola de Vallentuna, um subúrbio de Estocolmo.
Uma das razões de sua criação, além do desencanto generalizado com os políticos tradicionais, foi o fato de que na democracia representativa a opinião do Povo só é consultada uma vez a cada quatro anos. E após serem eleitos, os políticos tradicionais podem agir praticamente como bem entenderem até a próxima eleição
As discussões que se iniciaram naquele seminário, tanto online como na vida real, levaram um grupo de estudantes e professores a fundar um partido político Demoex, sem ideologia (no significado direita-esquerda), sem plataforma, e sem sede física, e que só tinha uma promessa: a democracia direta. Esse partido concorreu às eleições municipais em Setembro de 2002, e obteve um único assento na câmara municipal de Vallentuna. Actualmente o sistema opera de forma que o representante eleito para a câmara vote de acordo com os resultados das votações online feitas pelos membros do partido.

## Representação na câmara municipal de Vallentuna
A estudante Parisa Molagholi, então com dezenove anos, foi eleita em 4 de novembro de 2002 (com 1,7% dos votos) para a câmara municipal da cidade de Vallentuna (um subúrbio de Estocolmo), e tem causado espanto aos políticos tradicionais nos últimos anos. Molagholi, que foi reeleita em 2006 com 2,9% dos votos, é a representante do Demoex, um grupo de jovens que criou uma maneira inteiramente nova de participação na política. Molagholi não vota de acordo com suas convicções, nem de acordo com as instruções de seu partido: seu voto oficial na câmara municipal depende do resultado de uma votação online, que é realizada previamente no website do Demoex. Qualquer residente de Vallentuna que tenha completado 16 anos pode se registrar no site, e participar das votações; qualquer pessoa, de qualquer lugar do mundo, pode participar dos debates (se souber escrever em sueco).

## Ideologia
Embora Demoex não assuma nenhuma posição política, ele defende uma única ideologia: ampliar a democracia nas sociedades. Demoex sustenta que a atual tecnologia disponível já superou a política e pretende, através do uso da tecnologia da informação, criar o que se denominou de democracia líquida.

### Qual é a profundidade da democracia
Adotemos uma simples análise: o número de decisões democráticas multiplicado pelo número de votantes. Em Vallentuna 20.000 eleitores votam nas eleições municipais a cada quatro anos, e 41 pessoas votam - em seu nome - outras 100 vezes/ano nos diversos temas em discussão. Em conjunto isso representa 9000 votos/ano. Agora suponhamos que, com o uso do Demoex, 60 temas sejam votados num ano, e que 1500 participantes votem em todos eles. Teríamos então 90.000 votos/ano, ou seja, dez vezes mais!

### Sociedade aberta
A ideologia do Demoex fundamenta-se nos princípios enumerados por Karl Popper e Henri Bergson sobre a sociedade aberta; isto é, uma visão da sociedade construída sob os princípios do acesso público às informações oficiais, em outras palavras, na "transparência". Demoex luta pela maior facilidade de acesso e de compartilhamento na política.

### Distribuição estatística
Demoex usa a distribuição estatística. Isso significa que seu representante no parlamento (ou câmara) decidirá seu voto estatisticamente, como os usuários da internet. O objetivo do representante é refletir no parlamento, da forma mais fiel possível, a opinião dos membros. Suponhamos que o Demoex tenha cinco cadeiras no parlamento, e 60% dos seus membros votem a favor de uma proposta: nesse caso, três dos representantes votarão favoravelmente à proposta no parlamento. Os arredondamentos são feitos pelos critérios consagrados em matemática. Se for de todo impossível retratar, de maneira justa, a opinião dos membros numa determinada votação, adota-se o voto em branco.
O princípio da distribuição estatística é usado porque ele aperfeiçoa a democracia. Para cada questão em debate deve haver uma e apenas uma eleição democrática. A sub-divisão de um tema em várias sub-eleições cria sérios riscos de se deixar o princípio democrático fundamental da vontade da maioria de lado.

## Sistema de votações complexas
Algumas votações podem requerer muito mais sofisticação que um simples sistema exclusivo de "sim" ou "não" poderia oferecer. Para resolver esses problemas são utilizados algoritmos
Num dos métodos possíveis o voto pode ser -1 (não), 0 (abstenção) ou +1 (sim). No início da votação todos os eleitores são considerados como tendo votado 0, exceto quem propôs a matéria, que automaticamente é considerado como tendo votado 1. Os votos podem ser alterados até o momento da proclamação oficial dos resultados. Os votos são ligados a um avatar, o que permite que o voto seja anônimo, ao mesmo tempo em que fica assegurada a transparência, e a prestação de contas.
Cada proposta a ser votada gera um certo apoio acumulado, que é representado por um número entre -1 e +1. No início da votação esse número é colocado em zero. Para cada dia em que haja votação, com alguma alteração no resultado de votos pró ou contra, o apoio acumulado cresce, por um valor constante. Se houver uma inversão na preferência dos eleitores entre o pró e o contra, o apoio acumulado retorna a zero.
Por esse sistema, uma proposta é considerada aprovada, ou rejeitada, quando:
(Valor corrente, chamado de "mean value" no gráfico) + (apoio acumulado) > +1 = (proposta aceita) ou ←1 = (proposta rejeitada).  Clique e veja o gráfico Gráfico da votação
Usando esse algoritmo, em havendo maior participação do eleitorado, com muitos votos (em relação ao registro de eleitores), pró ou contra, sem que haja inversão da maioria durante a votação, a votação se encerra num curto espaço de tempo. Num assunto de menor interesse, com pequena participação do eleitorado, em que há poucos votos (em relação ao número de eleitores registrados), a votação se prolonga por muito mais dias.
Uma lista comparativa de diversos sistemas e métodos de votação pode ser consultada, em inglês, no verbete Voting system.

## Resistência dos partidos tradicionais
Numa entrevista à Rádio Suécia, os membros do Demoex declararam que os partidos políticos tradicionais não apreciam essa experiência, porque ela coloca em questão a própria existência dos partidos representativos.

## Iniciativas similares no mundo
O Demoex opera de forma muito similar à Listapartecipata italiana, cujo lema é O controle do governo nas mãos do Povo (e não somente no dia das eleições).
No Brasil existe uma iniciativa similar por nome "Demoex Brasil" ou também "Partido da Democracia Experimental Brasileiro" que visa a coleta de assinaturas para obter o registro do partido político no Tribunal Superior Eleitoral. Você pode apoiar entrando no site e imprimindo a ficha de apoio, preencher a mão, assinar e enviar ao endereço que está no rodapé da folha que imprimir.